# El Elegante-kráter
Az El Elegante egy Maar típusú kráter a mexikói Sonora államban, Puerto Peñasco község területén.
A szabályos kör alakú, 1500 méter átmérőjű és 250 méter mély kráter az egyik legvonzóbb turisztikai látványosság a természeti világörökségek közé tartozó Altar-sivatag területén. A 32 000 évvel ezelőtt kialakult kráter mélyén korábban egy tó is volt, amely mára kiszáradt. Alakja miatt kezdetben becsapódási kráternek vélték, csak később derült ki, hogy valójában vulkáni eredetű. Nevét, amelynek jelentése „az elegáns”, szintén szabályos alakja miatt kapta.
A kráter gépjárművel is megközelíthető, igaz, az útból 25 km burkolattal el nem látott út. Körülötte egy régi indián-ösvény is megfigyelhető, amelyet a környéken élő, vadjuhokra vadászó őslakók alakítottak ki.